# سیارک ۷۳۱۶
سیارک ۷۳۱۶ (به انگلیسی: 7316 Hajdu، نامگذاری:3145T-2) هفت هزار و سیصد و شانزدهمین سیارک کشف شده‌است که در ۳۰ سپتامبر ۱۹۷۳ کشف شد.
قدر مطلق سیارک برابر ۱۳٫۶۰ است.